# Косинский, Михаил Иосифович
Барон Михаил Иосифович (Осипович) Косинский (1839—1883) — российский педагог; автор учебника «Наглядная геометрия».

## Биография
Родился в 1839 году в семье дворян Косинских. Его отец полковник, поляк по происхождению, участник войны 1812 года на стороне Наполеона Иосиф Иосифович Косинский, мать — Марфа Филипповна Кузовлева. И. И. Косинскому указом Правительствующего Сената от 21 августа 1836 года было дозволено принять баронский титул, завещанный ему дядей, польским дворянином герба Рогаля полковником бароном Михалом Юзефом Бартоломеем Косинским (3 ноября 1773 Краков - май 1835, Краков)(Michal Jozef Kosinski h. Rogala). В 1843 году барон Иосиф Косинский был произведён в генерал-майоры, а в 1861 — в генерал-лейтенанты. У Михаила Иосифовича была сестра писательница и борец за права женщин Елена Косинская-Лихачёва.
С детских лет готовился отцом для военной карьеры. В 1859 году был выпущен подпоручиком из Инженерного училища в Санкт-Петербурге. Продолжил обучение в Николаевской инженерной академии, откуда в 1861 году, до окончания курса в практическом отделении был отчислен за проступок против воинской дисциплины и прикомандирован к саперному полубатальону. К этому времени относится его участие в учреждении бесплатной Таврической школы в память Святых Кирилла и Мефодия, в которой он занимался с увлечением и где проявилось его призвание к педагогической деятельности; в этом же году он оставил военную службу и был приглашён инспектором Смольного института К. Д. Ушинским в этот институт преподавателем арифметики и геометрии (по данным «ЭСБЕ», преподавал географию); в 1863—1870 годах преподавал математику в педагогических классах Александровского училища.
В 1865 году, при открытии в Санкт-Петербурге педагогических курсов для приготовления народных учителей, он был приглашён туда преподавателем математики, а с 1867 года исполнял обязанности инспектора классов. Кроме того, с 1868 года он заведовал Педагогической женской прогимназией (позднее Женский педагогический институт), где преподавал педагогику.
Имя барона М. И. Косинского, как педагога, получило значительную известность и в 1869 году он был приглашён новгородским земством для организации учительского съезда, и затем ему поручено было открытие Александровской земской учительской школы, в короткое время давшей значительный контингент хорошо подготовленных сельских учителей. Деятельность Косинского на поприще народного образования не была, однако, чужда некоторых увлечений и потому ему пришлось оставить его.
Возвратившись в Санкт-Петербург в 1874 году, он, в качестве директора тюремного комитета и председателя исправительного совета тюремного замка, с энергией и настойчивостью взял на себя заботу о малолетних преступниках, как во время их заключения, так и по миновании срока их судебной кары.
В силу сложившихся обстоятельств в 1875 году барон Михаил Иосифович Косинский оставил педагогическую деятельность и поступил на службу по таможенному ведомству. После нескольких лет службы в пограничных таможнях, он был переведён членом таможни в Ревель, где и скончался 4 (16) декабря 1883 года. Был похоронен в Санкт-Петербурге, на Волковском кладбище.
Во время службы в Санкт-Петербурге барон Косинский был одним из деятельных членов и секретарем Петербургского педагогического общества и комитета грамотности; принимал деятельное участие в трудах Общества милосердия, был одним из учредителей первого в Петербурге церковного православного братства; положил начало учреждению таких же братств в Новгородской губернии, был сотрудником «Санкт-Петербургских ведомостей» во время редакции Корша. Им был составлен учебник «Наглядная геометрия». И даже во время службы в Ревеле, Косинский находил время для частной благотворительной деятельности и читал публичные лекции о воспитании.

## Семья
Был женат дважды. Первый раз — на Аргамаковой: «брак этот был совершен из чисто филантропических побуждений и связан с деятельностью деда в Обществе милосердия, или Обществе попечения о бедных женщинах. Родные рассказывали, что дед состоял в обществе по спасению падших женщин, где, по уставу общества, его холостые члены должны были сами жениться на «падших женщинах», причем вопрос, кому следует принести эту жертву, решался жеребьевкой. Так и совершился этот брак», который окончил разводом. Детей в этом браке не было.
Второй раз, 20 мая 1864 года, он женился на дочери коллежского секретаря Надежде Владимировне Конюховой (1844—1916), которая после смерти мужа продолжала его дело, основывая небольшие частные школы и преподавая в них. Имели трёх дочерей и шестерых сыновей, один из которых умер в раннем детстве; в их числе: Константин (04.09.1872—?) и Владимир (23.03.1876—?).